# Tomovies
Tomovies（日: トムービーズ 英: Tomovies Inc.）は、日本のアニメ制作会社である。

## 略歴
株式会社ILCAで『闇芝居』の総合演出を手掛けたクリエイター高嶋友也が2014年に独立、株式会社Tomoviesを設立した

## 作品履歴

### テレビアニメ/webアニメ
| 開始年 | タイトル                                                                                           | クレジット                               | 備考                                                           |
| ------ | -------------------------------------------------------------------------------------------------- | ---------------------------------------- | -------------------------------------------------------------- |
| 2015年 | 影鰐-KAGEWANI-                                                                                     | アニメーション制作 監督・原作            | オリジナルアニメ                                               |
| 2016年 | 影鰐-承-                                                                                           | アニメーション制作 監督・原作            | オリジナルアニメ                                               |
| 2017年 | DON'T CRY                                                                                          | アニメーション制作 監督・原作            | オリジナル短編アニメ 4ヶ国の海外映画祭で受賞、10ヶ国で公式上映 |
| 2018年 | 働くお兄さん!                                                                                      | アニメーション制作（元請）監督           |                                                                |
| 2018年 | 働くお兄さん!の2!                                                                                  | アニメーション制作（元請）監督・一部脚本 |                                                                |
| 2019年 | モンキーピーク                                                                                     | アニメーション制作（元請）監督・脚本     |                                                                |
| 2020年 | 猫OLさくらい                                                                                       | アニメーション制作                       | 劇中曲制作                                                     |
| 2020年 | 私花。きゅーけーちゅー！                                                                           | アニメーション制作                       |                                                                |
| 2020年 | ざんねんないきもの事典                                                                             | アニメーション制作・演出                 |                                                                |
| 2021年 | 赤ちゃん本部長                                                                                     | アニメーション制作・演出                 |                                                                |
| 2021年 | 私花。てれびモーション・コミック                                                                   | アニメーション制作                       |                                                                |
| 2021年 | アニメ湖池屋SDGs劇場「サスとテナ」                                                                 | 絵コンテ協力                             |                                                                |
| 2022年 | 赤ちゃん本部長                                                                                     | アニメーション制作・演出                 |                                                                |
| 2022年 | ようこそ実力至上主義の教室へ 2nd Season                                                            | 絵コンテ                                 |                                                                |
| 2022年 | 4人はそれぞれウソをつく                                                                            | プロモーション協力                       |                                                                |
| 2022年 | ミケの町詣                                                                                         | アニメーション制作・監督                 | オリジナルアニメ                                               |
| 2023年 | カミエラビ/GOD.app                                                                                 | アニメーション制作協力・演出             |                                                                |
| 2024年 | 知りたい、片耳難聴！                                                                               | アニメーション制作                       |                                                                |
| 2024年 | カミエラビ/GOD.app シーズン２                                                                      | アニメーション制作協力・演出             |                                                                |
| 2024年 | 30歳まで童貞だと魔法使いになれるらしい                                                             | 絵コンテ                                 |                                                                |
| 2024年 | エグミレガシー                                                                                     | 絵コンテ                                 |                                                                |
| 2024年 | 遊☆戯☆王ゴーラッシュ!!                                                                             | 絵コンテ                                 | 作画協力 島己・久万ふくろう                                    |
| 2024年 | ささやくように恋を唄う                                                                             | 絵コンテ                                 | 作画協力 島己・久万ふくろう                                    |
| 2024年 | るろうに剣心 -明治剣客浪漫譚- 第二十七話「見捨てられた村」 第三十五話「比古清十郎」                | 絵コンテ                                 | 作画協力 島己・久万ふくろう                                    |
| 2024年 | サザエさん No.8803「ワカメは食いしん坊」 No.8817「目指せ、家庭エンマン」 No.8825「忘れぬ先のメモ」 | 絵コンテ                                 |                                                                |
| 2025年 | 「Yummy Yummy」MV 樋口楓、叶のデュエット曲。アニメ「日本へようこそエルフさん。」ED主題歌           | 監督・アニメーション                     |                                                                |
| 2025年 | どうせ、恋してしまうんだ。 #2「そばにいるよ」                                                      | 絵コンテ                                 |                                                                |
| 2025年 | 「あのね、ぼくね。」MV 樋口楓 、叶「Yummy Yummy」C/W曲                                             | 演出・アニメーション                     |                                                                |
| 2025年 | 天久鷹央の推理カルテ #9「天使の舞い降りる夜 後編」                                                 | 演出                                     |                                                                |
| 2025年 | 想星のアクエリオン Myth of Emotions #11「遠いむかしの約束と」                                      | 絵コンテ                                 | 作画協力 島己・彩久真 なき・久万ふくろう                       |
| 2025年 | 華Doll*-Reinterpretation of Flowering- ＊2「それは悲劇でなく喜劇」                                 | 絵コンテ                                 |                                                                |
| 2025年 | ビットワールド 番組内コーナー「ねず」                                                              | イラスト制作協力                         | イラスト制作 小田ハルカ                                        |
| 2025年 | 華Doll*-Reinterpretation of Flowering- ＊4「華は呼び名を変えても甘く香る」                         | 絵コンテ・演出                           | 作画協力 島己・久万ふくろう                                    |
| 2025年 | 華Doll*-Reinterpretation of Flowering- ＊6「317号室の一期一会」                                    | 絵コンテ                                 | 作画協力 島己・久万ふくろう・東郷有希                          |
| 2025年 | トランスフォーマー ワイルドキング                                                                  | 絵コンテ                                 |                                                                |
| 2025年 | 華Doll*-Reinterpretation of Flowering- ＊8「太陽が目覚める前に」                                   | 絵コンテ                                 | 作画協力 島己・久万ふくろう・東郷有希・まつもとめいこ          |

### 劇場アニメ
| 公開年 | タイトル                                                | クレジット                     | 備考             |
| ------ | ------------------------------------------------------- | ------------------------------ | ---------------- |
| 2014年 | こびとづかん カクレモモジリの秘密の桃園（こびとハウス） | アニメーション制作・監督・脚本 |                  |
| 2018年 | 影鰐LIVE上映2.8猿楽ナイトツアー                         | アニメーション制作・監督・原作 | オリジナルアニメ |

### ゲーム
| 公開年 | タイトル                                                             | 担当                                  | 備考                                                                                            |
| ------ | -------------------------------------------------------------------- | ------------------------------------- | ----------------------------------------------------------------------------------------------- |
| 2022年 | ファイアーエムブレム ヒーローズ 冬のミニキャラシアター               | クリエイティブプロデューサー 音響編集 | 【配信】任天堂株式会社 【企画】任天堂株式会社 株式会社JVCケンウッド・ビクターエンタテインメント |
| 2022年 | ファイアーエムブレム ヒーローズ 第2部 ミニキャラシアター             | クリエイティブプロデューサー 音響編集 | 【配信】任天堂株式会社 【企画】任天堂株式会社 株式会社JVCケンウッド・ビクターエンタテインメント |
| 2022年 | ファイアーエムブレム ヒーローズ アスク王国 定点カメラ（エイルの1日） | クリエイティブプロデューサー 音響編集 | 【配信】任天堂株式会社 【企画】任天堂株式会社 株式会社JVCケンウッド・ビクターエンタテインメント |
| 2022年 | ファイアーエムブレム ヒーローズ 第３部 ミニキャラシアター            | クリエイティブプロデューサー 音響編集 | 【配信】任天堂株式会社 【企画】任天堂株式会社 株式会社JVCケンウッド・ビクターエンタテインメント |
| 2024年 | ファイアーエムブレム ヒーローズ "FEH - Dreamfaireez Dance-Off!"      | クリエイティブプロデューサー 音響編集 | 【配信】任天堂株式会社 【企画】任天堂株式会社 株式会社JVCケンウッド・ビクターエンタテインメント |
| 2024年 | ファイアーエムブレム ヒーローズ "FEH Dreamfaireez - Encore"          | クリエイティブプロデューサー 音響編集 | 【配信】任天堂株式会社 【企画】任天堂株式会社 株式会社JVCケンウッド・ビクターエンタテインメント |
| 2024年 | 原神 HOYOFAIR 灼熱の音楽祭                                           | 絵コンテ協力                          |                                                                                                 |
| 2024年 | プリンセスコネクト！Re:Dive                                          | アニメ演出                            | ストーリーイベント「ノゾミの一日店長記 こちらアルケス錬金堂」                                   |
| 2024年 | ファイアーエムブレム ヒーローズ "ドローン発表！"                     | クリエイティブプロデューサー 音響編集 | 【配信】任天堂株式会社 【企画】任天堂株式会社 株式会社JVCケンウッド・ビクターエンタテインメント |
| 2024年 | ファイアーエムブレム ヒーローズ "ドローンがやってきた！"             | クリエイティブプロデューサー 音響編集 | 【配信】任天堂株式会社 【企画】任天堂株式会社 株式会社JVCケンウッド・ビクターエンタテインメント |